# Palo Pinto
Palo Pinto önkormányzat nélküli település, Palo Pinto megye székhelye az USA Texas államában. Lakosainak száma 276 fő (2020. április 1.).

## Népesség
A település népességének változása:

| 2010 | 333 |
| 2020 | 276 |